# Sumpa
El término Sumpa se refiere a todo el territorio que ocupa actualmente la Provincia de Santa Elena, en Ecuador. El término sumpa significa punta. Existe evidencia arqueológica de actividades humanas en esta región desde hace 20.000 años. Quizás lo más conocido de esta región, arqueológicamente hablando, sea el hallazgo conocido como los Amantes de Sumpa.
Este lugar está localizado al Sureste de la ciudad de Santa Elena, en la península del mismo nombre, en la provincia con el mismo nombre, antes parte de la provincia del Guayas. El sitio arqueológico se conoce como Las Vegas. La zona arqueológica corresponde a un establecimiento precerámico donde se han encontrado restos de viviendas, un basural y un cementerio.
Se muestra la ambientación de un recinto ceremonial. Además, una mesa de comida para los difuntos, un entierro en ataúd, una tienda tradicional en que se expenden objetos cerámicos, las tres etapas de elaboración de tejido y un taller de fundición.
La primera investigación fue hecha en 1964. Entonces el museo del Banco Central de Guayaquil desarrolló un proyecto en 1971, realizando otros estudios en 1977. La evidencia conocida es un entierro de un hombre y de una mujer, puesto en posición horizontal con sus brazos alrededor del otro. Fueron encontradas siete piedras en diversas partes de sus esqueletos, como si se tratara de un acto de lapimiento, o parte de un ritual de entierro; por esta razón se les conoce como los Amantes de Sumpa.
Finalmente, y como forma de reactivación y desarrollo de prácticas culturales tradicionales, en una vivienda campesina ambientada según las costumbres de comienzos de siglo, se mantienen talleres artesanales para la producción de bienes que están a disposición de los visitantes
Hasta la fecha, Las Vegas es el único sitio de Paleóindio que se encuentra en la costa de Ecuador que demuestre la evidencia de la transición a la forma de vida y a la agricultura sedentaria, aproximadamente 7000 años a.C.